# Vasile Iorga
Vasile Iorga (Brăila, Rumania, 19 de febrero de 1945) es un deportista rumano retirado especialista en lucha libre olímpica donde llegó a ser medallista de bronce olímpico en Múnich 1972.

## Carrera deportiva
En los Juegos Olímpicos de 1972 celebrados en Múnich ganó la medalla de bronce en lucha libre olímpica de pesos de hasta 82 kg, tras el luchador soviético Levan Tediashvili (oro) y el estadounidense John Peterson (bronce).